# Герб Скаківки
Герб Скаківки затверджений рішенням Скаківської сільської ради.

## Опис герба
Щит поділений кроквоподібно з заокругленою вершиною. На верхньому синьому полі срібний окаймований 6-рамений хрест із золотим сяйвом навколо нього. На нижньому зеленому полі п'ять золотих дубових листків навхрест угорі та три золотих жолуді унизу один біля одного.
Щит розміщений у золотому картуші, верхня половина якого еклектична, а нижня утворена з колосків та лаврового листя, знизу якого на лазуровій стрічці золотими літерами — «Скаківка», під стрічкою лазурові цифри 1593. Щит увінчаний золотою сільською короною. 
Автор — В. Сватула, художник — І. Янушкевич.